# Archieparquía de Pólotsk, Vítebsk y Mścisław (católica)
La archieparquía de Pólotsk, Vítebsk y Mścisław o de Pólotsk (en latín: Archieparchia Polociensis Ruthenorum y en bielorruso: Полацкая, віцебская і мсціслаўская архіепархія) fue una circunscripción eclesiástica de la Iglesia católica en Bielorrusia. Se trataba de una archieparquía rutena, sede metropolitana de la provincia eclesiástica de Pólotsk, Vítebsk y Mścisław. Fue suprimida de hecho el 25 de marzo de 1839.

## Territorio y organización

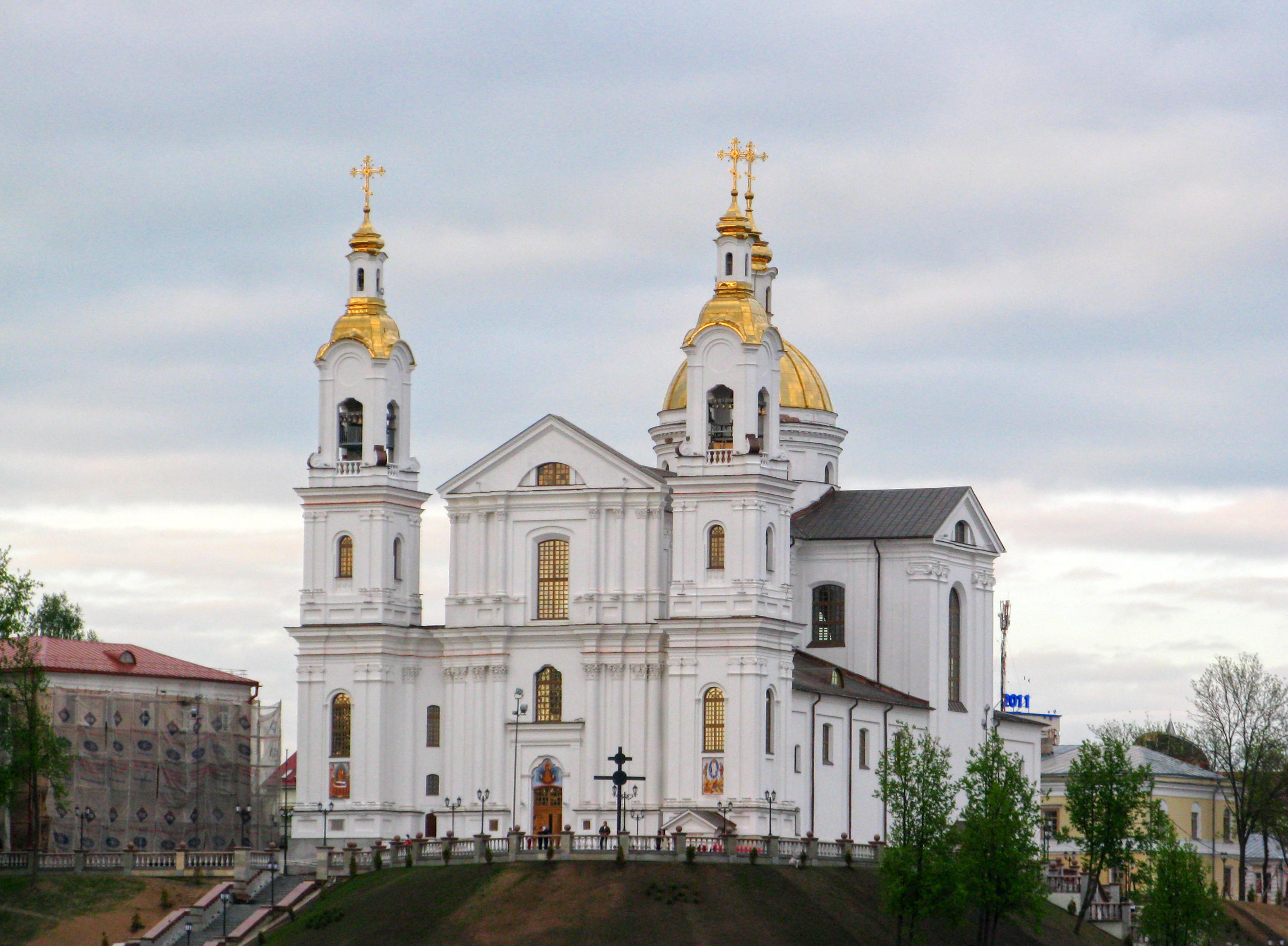
Catedral de la Dormición, en Vítebsk, desde el 18 de julio de 1799 pertenece a la Iglesia ortodoxa rusa

La archieparquía extendía su jurisdicción sobre los fieles de rito bizantino greco-católicos residentes en parte de la República de las Dos Naciones en lo que hoy es Bielorrusia. Abarcaba los voivodatos de Pólotsk, Vitebsk, Mstsislaw y de Inflanty, y el Ducado de Curlandia y Semigalia.
La sede de la archieparquía se encontraba en la ciudad de Pólotsk (también llamada Pólatsk), en donde se halla la de Santa Sofía, que fue construida en una fecha no precisada entre 1044 y 1066. Pasó a la Iglesia greco-católica en 1596 y se incendió en 1607 y fue reconstruida en 1618, pasó a la Iglesia ortodoxa nuevamente en 1654 y retonó a la Iglesia greco-católica en 1667. Fue completamente destruida en la Gran guerra del Norte en 1710 y restaurada en 1738. En 1839 pasó a la Iglesia ortodoxa rusa y fue clausurada por la Unión Soviética en 1924. En la actualidad se usa como sala de conciertos y museo y una vez al año se permite en una de sus capillas un servicio religioso ortodoxo. En Vítebsk se halla la Catedral de la Dormición, que fue concatedral de la archieparquía hasta que por orden del zar ruso fue transferida a la Iglesia ortodoxa rusa el 18 de julio de 1799.
Tenía como sufragáneas a las eparquías de Lutsk y Ostroh, Pinsk y Túrov y Volodímir-Brest.

## Historia

### Archieparquía ortodoxa
La eparquía de Pólotsk se remonta a 992, cuando se estableció allí la primera sede episcopal. Este evento se remonta al reinado del príncipe Iziaslav de Pólatsk, hijo de Vladimiro I de Kiev y de la princesa de Rogneda de Pólatsk.
En los siglos X-XIII incluyó el territorio con las ciudades de Vitebsk, Minsk, Zaslawye, Lahoysk, Slutsk, Drutsk, Navahrudak, Orsha y Lukoml. Desde 1391 adquirió es estatus de archieparquía. Era una jurisdicción canónica del metropolitanato de Kiev-Lituania del Patriarcado de Constantinopla (1315-1329, 1356-1362, 1415-1419).
Se le unieron los eparquías de Mstsislaw (también erigida en el siglo XIII), y de Orsha y de Vítebsk (creadas en el siglo X). A veces el título de estas sedes suprimidas se asignaba a los obispos auxiliares o a los coadjutores de la archieparquía.

### Eparquía greco-católica
La archieparquía entró en comunión con la Iglesia católica con la Unión de Brest en 1596. Durante el episcopado de Cipriano Żochowski (1674-1693), se unió in persona episcopi con la archieparquía de Kiev. Anteriormente, otros obispos, trasladados a Kiev, mantuvieron la sede de Pólotsk in persona episcopi hasta su muerte, también porque los metropolitanos católicos ya no residían en Kiev tras la restauración de la jerarquía ortodoxa a principios del siglo XVII.
En el otoño de 1623 la población rebelde de Vítebsk mató al arzobispo uniato Josafat Kuncewicz (canonizado en 1643). Las autoridades reales trataron cruelmente a los rebeldes.
En 1772, con la primera partición de Polonia, se integró al Imperio ruso y en 1784 la emperatriz Catalina II de Rusia nombró al arzobispo Heraclio Lissowski, quien publicó un nuevo libro litúrgico, llamado Herakliton por su nombre, eliminando muchas de las innovaciones introducidas según el modelo de la misa latina tras la Unión de Brest (especialmente con los sínodos de 1720 y 1735) y restaurando una forma litúrgica más similar a la bizantina u ortodoxa. Esta forma se extendió a todas las eparquías uniatas de Rusia después de 1793-1795.
El sínodo de la Iglesia ortodoxa rusa celebrado en Pólotsk en febrero de 1839 canceló ex auctoritate la Unión de Brest de 1596, suprimiendo de facto todas las eparquías católicas del Imperio ruso. Esta decisión fue aprobada por el zar Nicolás I de Rusia el 25 de marzo de 1839. Este acto provocó el fin de la archieparquía greco-católica de Pólotsk y el paso forzado de sus fieles a la Iglesia ortodoxa.
En la Iglesia ortodoxa rusa en 1833 se había erigido la eparquía de Pólotsk y Vilna. Incluía las tierras de las óblast de Vítebsk, Vilna y Curlandia. Desde 1840 la eparquía se llamó Pólatsk y Vítebsk. En 1856 se trasladó a Vítebsk, pero siguió llamándose Pólotsk hasta diciembre de 1871. Al comienzo de la Segunda Guerra Mundial no quedaba ni una sola iglesia en funcionamiento en el territorio de Pólotsk y la eparquía dejó de existir. El 6 de julio de 1989 se restableció la eparquía de Pólotsk del exarcado bielorruso de la Iglesia ortodoxa rusa.

## Episcopologio

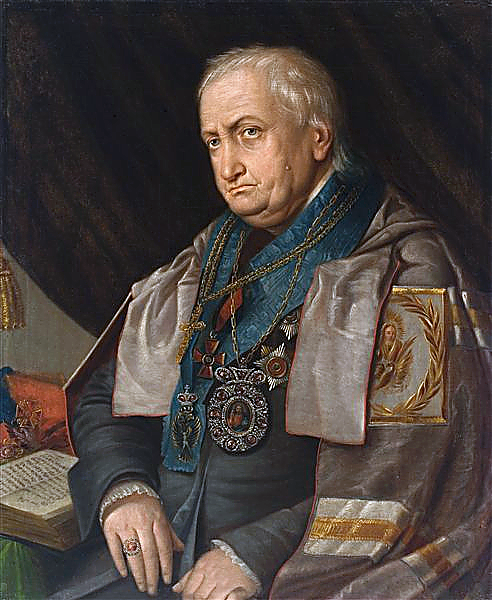
Jozafat Bułhak, último obispo greco-católico de Pólotsk

- Herman Zahorski † (1596-1600/1601 falleció)
- Gedeon Brolnicki † (26 de mayo de 1601-1618 falleció)
- San Josafat Kuncewicz, O.S.B.M. † (1618 por sucesión-12 de noviembre de 1623 falleció)
- Anastazy Antoni Sielawa † (1624-12 de septiembre o 5 de octubre de 1655 falleció)[nota 2]
- Gabriel Kolenda † (12 de septiembre o 5 de octubre de 1655 por sucesión-21 de mayo de 1674 falleció)[nota 3]
- Cyprian Żochowski † (21 de mayo de 1674 por sucesión-26 de octubre de 1693 falleció)
  - Sede vacante (1693-1696)[nota 4]
- Marcjan Białłozor † (1697[nota 5]-18 de junio de 1707 falleció)
  - Sede vacante (1707-1710)[nota 6]
- Sylwester Peszkiewicz † (9 de noviembre de 1710 consagrado-8 de septiembre de 1714 falleció)
- Florian Hrebnicki † (14 de marzo de 1716 consagrado-18 de julio de 1762 falleció)
- Jason Junosza Smogorzewski † (18 de julio de 1762 por sucesión-1780 renunció)[nota 7]
- Herakliusz Lissowski † (18 de abril de 1784 consagrado-30 de agosto de 1809 falleció)[nota 8]
- Jan Krassowski † (13 de enero de 1811 consagrado-noviembre/diciembre[7] de 1826 nombrado eparca de Lutsk-Ostroh)
- Jakub Martusiewicz † (noviembre/diciembre[7] de 1826-26 de enero de 1833 falleció)
- Josafat Bulhak, O.S.B.M. † (17 de abril de 1833-23 de febrero o 9 de marzo de 1838 falleció)